# 棟贊鎮區
棟贊鎮區為緬甸欽邦梯頂縣下轄的一個鎮區。2014年人口31,878人，區域面積3,473.5平方公里。該鎮區下轄83個村莊。棟贊為該鎮區首府。

## 地理
棟贊鎮區南邊與梯頂鎮區接壤；東南邊與實皆省吉靈廟縣吉靈廟鎮區接壤；東北邊與實皆省德穆縣德穆鎮區接壤；北邊與印度曼尼普尔邦接壤；西邊與印度米佐拉姆邦接壤。

## 外部連結
- "Tonzang Google Satellite Map" （页面存档备份，存于） Maplandia World Gazetteer